# Europameisterschaften 1910
Als Europameisterschaft 1910 oder EM 1910 bezeichnet man folgende Europameisterschaften, die im Jahr 1910 stattfanden:
- Eishockey-Europameisterschaft 1910
- Eiskunstlauf-Europameisterschaft 1910
- Inoffizielle Ringer-Europameisterschaften 1910
- Ruder-Europameisterschaften 1910